# Gomido FC
Gomido Football Club é um clube de futebol togolês com sede em Kpalimé. Eles jogam na primeira divisão do futebol togolês. O seu estádio em casa é o Stade Municipal.

## Esquadrão atual
Nota: Bandeiras indicam equipe nacional, conforme definido pelas regras de elegibilidade da FIFA. Os jogadores podem ter mais de uma nacionalidade não-FIFA.
| N.º |                 | Posição | Jogador                      |
| --- | --------------- | ------- | ---------------------------- |
| 1   | Togo            | G       | Atsou Sotodji                |
| 2   | Togo            | G       | Mahadiou Sama                |
| 16  | Togo            | G       | Yawo Atikpo                  |
| 3   | Togo            | G       | Yovo Basile Bedi             |
| 4   | Togo            | D       | Abalo Bataki                 |
| 5   | Togo            | D       | Messan Toudji                |
| 6   | Togo            | D       | Nana Nafiou Badarou          |
| 7   | Costa do Marfim | D       | Naude Fabrice Zeguei         |
| 8   | Togo            | D       | N'guiassou Tanko Ouro-Akondo |
| 9   | Togo            | D       | Sitsofe Komla Djolevo        |
| 11  | Togo            | M       | Damigou Fabrice Lamboni      |
| 12  | Togo            | M       | Edem Francois Kombe          |

| N.º |                 | Posição | Jogador                  |
| --- | --------------- | ------- | ------------------------ |
| 13  | Togo            | M       | Ekililou Alhassan        |
| 14  | Togo            | M       | Folly Ekoue              |
| 15  | Togo            | M       | Gadjabo Amevi J          |
| 10  | Togo            | M       | Kokou Delphin Keke       |
| 17  | Togo            | M       | Kossivi Moise Adjahli    |
| 18  | Togo            | M       | Messan Degli             |
| 19  | Costa do Marfim | A       | Ahmed Cheick Tijane Kone |
| 20  | Togo            | A       | Komalou Sorafina         |
| 21  | Togo            | A       | Rachad Adazi-Abdoulaye   |
| 22  | Togo            | A       | Safiou Saibou            |
| 23  | Togo            | A       | Thibault Klidje          |
| 24  | Togo            | A       | Yaovi Marius Klougan     |